# Llista de monuments de Canet de Mar
Llista de monuments de Canet de Mar inclosos en l'Inventari del Patrimoni Arquitectònic Català per al municipi de Canet de Mar (Maresme). Inclou els inscrits en el Registre de Béns Culturals d'Interès Nacional (BCIN) amb la classificació de monuments històrics, els Béns Culturals d'Interès Local (BCIL) de caràcter immoble i la resta de béns arquitectònics integrants del patrimoni cultural català.
| Monument                                                       | Protecció   | Estil/època                             | Localització                                                 | Coordenades                                          | Codi?         | Imatge |
| -------------------------------------------------------------- | ----------- | --------------------------------------- | ------------------------------------------------------------ | ---------------------------------------------------- | ------------- | --- |
| Castell de Santa Florentina                                    | BCIN 615-MH | XIII-XX                                 | Canet de Mar                                                 | 41° 36′ 04″ N, 2° 34′ 38″ E / 41.601111°N,2.577111°E | RI-51-0005232 | Castell de Santa Florentina (Canet de Mar) · Vegeu més fotos d'aquest monument · Carregueu una nova foto d'aquest monument                   |
| Casa Roura, o Ca la Bianga, Pensió Canet                       |             | Modernisme XIX                          | Canet de Mar Riera de Sant Domènec, 1                        | 41° 35′ 16″ N, 2° 34′ 55″ E / 41.58783°N,2.58189°E   | IPA-357       | Casa Roura (Canet de Mar) · Vegeu més fotos d'aquest monument · Carregueu una nova foto d'aquest monument                                    |
| Casino o Ateneu Obrer, Foment Catalanista                      |             | Modernisme XIX                          | Canet de Mar C. Ample, 2                                     | 41° 35′ 17″ N, 2° 34′ 54″ E / 41.58812°N,2.58167°E   | IPA-358       | Casino (Canet de Mar) · Vegeu més fotos d'aquest monument · Carregueu una nova foto d'aquest monument                                        |
| Casino, o Societat Cultural Recreativa                         | BCIL 2007   | Eclecticisme XIX                        | Canet de Mar C. Ample, 29 - c. Castanyer                     | 41° 35′ 18″ N, 2° 34′ 58″ E / 41.58847°N,2.58281°E   | IPA-8449      | Casino (Canet de Mar) · Vegeu més fotos d'aquest monument · Carregueu una nova foto d'aquest monument                                        |
| Casa a la riera de Buscarons, 11                               |             | Neoclassicisme-romàntic XIX             | Canet de Mar Riera de Buscarons, 11                          | 41° 35′ 19″ N, 2° 34′ 53″ E / 41.58861°N,2.5813°E    | IPA-8450      | Casa a la riera de Buscarons, 11 (Canet de Mar) · Vegeu més fotos d'aquest monument · Carregueu una nova foto d'aquest monument              |
| Can Carbonell                                                  | BCIL 2007   | Modernisme XX                           | Canet de Mar Pg. de la Misericòrdia 14                       | 41° 35′ 41″ N, 2° 34′ 55″ E / 41.59471°N,2.582°E     | IPA-8451      | Can Carbonell (Canet de Mar) · Vegeu més fotos d'aquest monument · Carregueu una nova foto d'aquest monument                                 |
| Casa Renau                                                     |             | Noucentisme XX                          | Canet de Mar Riera de Buscarons, 81                          | 41° 35′ 26″ N, 2° 34′ 52″ E / 41.59053°N,2.58121°E   | IPA-8452      | Casa Renau (Canet de Mar) · Vegeu més fotos d'aquest monument · Carregueu una nova foto d'aquest monument                                    |
| Casa al carrer Abell, 41                                       | BCIL 2007   | Neoclassicisme-romàntic XIX             | Canet de Mar C. Abell, 41                                    | 41° 35′ 29″ N, 2° 34′ 58″ E / 41.59132°N,2.58277°E   | IPA-8453      | Casa al carrer Abell, 41 (Canet de Mar) · Vegeu més fotos d'aquest monument · Carregueu una nova foto d'aquest monument                      |
| Cooperativa Odeon                                              | BCIL 2007   | Noucentisme XX                          | Canet de Mar C. del Gram, 22                                 | 41° 35′ 25″ N, 2° 34′ 56″ E / 41.59037°N,2.58233°E   | IPA-8454      | Cooperativa Odeon (Canet de Mar) · Vegeu més fotos d'aquest monument · Carregueu una nova foto d'aquest monument                             |
| Can Lleuger                                                    | BCIL 2007   | Noucentisme XX                          | Canet de Mar Pg. de la Misericòrdia, 11                      | 41° 35′ 38″ N, 2° 34′ 53″ E / 41.59398°N,2.58146°E   | IPA-8455      | Can Lleuger (Canet de Mar) · Vegeu més fotos d'aquest monument · Carregueu una nova foto d'aquest monument                                   |
| Casa al carrer Abell, 21                                       | BCIL 2007   | Eclecticisme XX Inici                   | Canet de Mar C. Abell, 21                                    | 41° 35′ 28″ N, 2° 34′ 55″ E / 41.59116°N,2.58196°E   | IPA-8456      | Casa al carrer Abell, 21 (Canet de Mar) · Vegeu més fotos d'aquest monument · Carregueu una nova foto d'aquest monument                      |
| Can Llaví                                                      |             | Obra popular                            | Canet de Mar C. de la Font, 6                                | 41° 35′ 19″ N, 2° 34′ 55″ E / 41.58871°N,2.58193°E   | IPA-8457      | Can Llaví (Canet de Mar) · Vegeu més fotos d'aquest monument · Carregueu una nova foto d'aquest monument                                     |
| Casa al carrer de la Font, 10                                  | BCIL 2007   | Obra popular XIX                        | Canet de Mar C. de la Font, 10                               | 41° 35′ 20″ N, 2° 34′ 56″ E / 41.5888°N,2.58217°E    | IPA-8458      | Casa al carrer de la Font, 10 (Canet de Mar) · Vegeu més fotos d'aquest monument · Carregueu una nova foto d'aquest monument                 |
| Cases al carrer Ample, 3-7                                     |             | Eclecticisme XIX                        | Canet de Mar C. Ample, 3-5-7                                 | 41° 35′ 18″ N, 2° 34′ 54″ E / 41.58831°N,2.58163°E   | IPA-8459      | Cases al carrer Ample, 3-7 (Canet de Mar) · Vegeu més fotos d'aquest monument · Carregueu una nova foto d'aquest monument                    |
| Can Sanromà                                                    |             | Eclecticisme XX Inici                   | Canet de Mar C. Ample, 15                                    | 41° 35′ 18″ N, 2° 34′ 56″ E / 41.58843°N,2.58227°E   | IPA-8460      | Can Sanromà (Canet de Mar) · Vegeu més fotos d'aquest monument · Carregueu una nova foto d'aquest monument                                   |
| Casa al carrer Vall, 3                                         |             | Obra popular XX                         | Canet de Mar C. de Vall, 3                                   | 41° 35′ 18″ N, 2° 35′ 01″ E / 41.58846°N,2.58363°E   | IPA-8461      | Casa al carrer Vall, 3 (Canet de Mar) · Vegeu més fotos d'aquest monument · Carregueu una nova foto d'aquest monument                        |
| Casa al carrer Vall, 5                                         | BCIL 2007   | Neoclassicisme-romàntic XIX             | Canet de Mar C. Vall, 5                                      | 41° 35′ 18″ N, 2° 35′ 01″ E / 41.58845°N,2.58368°E   | IPA-8462      | Casa al carrer Vall, 5 (Canet de Mar) · Vegeu més fotos d'aquest monument · Carregueu una nova foto d'aquest monument                        |
| Casa al carrer Vall, 25                                        | BCIL 2007   | Obra popular XVII                       | Canet de Mar C. Vall, 25                                     | 41° 35′ 18″ N, 2° 35′ 04″ E / 41.58828°N,2.58439°E   | IPA-8463      | Casa al carrer Vall, 25 (Canet de Mar) · Vegeu més fotos d'aquest monument · Carregueu una nova foto d'aquest monument                       |
| Can Pinyol, Casa Miquel Ibern                                  | BCIL 2007   | Noucentisme XX Inici                    | Canet de Mar C. Vall, 45                                     | 41° 35′ 17″ N, 2° 35′ 07″ E / 41.58809°N,2.58528°E   | IPA-8464      | Can Pinyol (Canet de Mar) · Vegeu més fotos d'aquest monument · Carregueu una nova foto d'aquest monument                                    |
| Casa al carrer Eusebi Golart, 16                               | BCIL 2007   | Eclecticisme XIX                        | Canet de Mar C. Eusebi Golart, 16                            | 41° 35′ 23″ N, 2° 34′ 55″ E / 41.58973°N,2.58208°E   | IPA-8465      | Casa al carrer Eusebi Golart, 16 (Canet de Mar) · Vegeu més fotos d'aquest monument · Carregueu una nova foto d'aquest monument              |
| Escoles Municipals                                             | BCIL 2007   | Modernisme XX Inici                     | Canet de Mar C. de la Font, 8                                | 41° 35′ 20″ N, 2° 34′ 55″ E / 41.58877°N,2.58205°E   | IPA-8466      | Escoles Municipals (Canet de Mar) · Vegeu més fotos d'aquest monument · Carregueu una nova foto d'aquest monument                            |
| Porteria de Vil·la Flora                                       |             | Obra popular XX                         | Canet de Mar Via Cannetum                                    | 41° 35′ 29″ N, 2° 34′ 21″ E / 41.59141°N,2.57251°E   | IPA-8467      | Porteria de Vil·la Flora (Canet de Mar) · Vegeu més fotos d'aquest monument · Carregueu una nova foto d'aquest monument                      |
| Carrer Romaní                                                  |             | Obra popular XVI                        | Canet de Mar C. Romaní                                       | 41° 35′ 20″ N, 2° 35′ 03″ E / 41.58875°N,2.58421°E   | IPA-8468      | Carrer Romaní (Canet de Mar) · Vegeu més fotos d'aquest monument · Carregueu una nova foto d'aquest monument                                 |
| Cases al carrer Romaní, 9-13                                   | BCIL 2007   | Obra popular XVI                        | Canet de Mar C. Romaní, 9-13                                 | 41° 35′ 20″ N, 2° 35′ 02″ E / 41.58891°N,2.58383°E   | IPA-8469      | Cases al carrer Romaní, 9-13 (Canet de Mar) · Vegeu més fotos d'aquest monument · Carregueu una nova foto d'aquest monument                  |
| Carrer Oliver                                                  |             | Obra popular XVI                        | Canet de Mar C. Oliver                                       | 41° 35′ 19″ N, 2° 35′ 05″ E / 41.58874°N,2.58477°E   | IPA-8470      | Carrer Oliver (Canet de Mar) · Vegeu més fotos d'aquest monument · Carregueu una nova foto d'aquest monument                                 |
| Casa al passeig de la Misericòrdia, 17                         | BCIL 2007   | Racionalisme XX                         | Canet de Mar Pg. de la Misericòrdia, 17                      | 41° 35′ 40″ N, 2° 34′ 53″ E / 41.59454°N,2.58146°E   | IPA-8471      | Casa al passeig de la Misericòrdia, 17 (Canet de Mar) · Vegeu més fotos d'aquest monument · Carregueu una nova foto d'aquest monument        |
| Col·legi dels Pares Missioners del Sagrat Cor                  |             | Obra popular XX Inici                   | Canet de Mar Pl. del Santuari                                | 41° 35′ 50″ N, 2° 34′ 50″ E / 41.59718°N,2.58069°E   | IPA-8472      | Col·legi dels Pares Missioners del Sagrat Cor (Canet de Mar) · Vegeu més fotos d'aquest monument · Carregueu una nova foto d'aquest monument |
| Cases al carrer Sant Jaume                                     |             | Obra popular XVII                       | Canet de Mar C. Sant Jaume, 7-9                              | 41° 35′ 23″ N, 2° 34′ 59″ E / 41.58963°N,2.58302°E   | IPA-8473      | Cases al carrer Sant Jaume (Canet de Mar) · Vegeu més fotos d'aquest monument · Carregueu una nova foto d'aquest monument                    |
| Ca la Pintoreta                                                |             | Obra popular XIX                        | Canet de Mar Riera Gavarra, 36 (enderrocada)                 | 41° 35′ 19″ N, 2° 34′ 46″ E / 41.5886°N,2.57955°E    | IPA-8474      | Carregueu una nova foto d'aquest monument |
| Carrer de la Palma                                             |             | Obra popular XVI                        | Canet de Mar C. de la Palma                                  | 41° 35′ 22″ N, 2° 35′ 01″ E / 41.58934°N,2.58364°E   | IPA-8475      | Carrer de la Palma (Canet de Mar) · Vegeu més fotos d'aquest monument · Carregueu una nova foto d'aquest monument                            |
| Can Quevedo                                                    |             | Eclecticisme XX Inici                   | Canet de Mar Riera de Buscarons, 19                          | 41° 35′ 20″ N, 2° 34′ 53″ E / 41.58882°N,2.58131°E   | IPA-8476      | Can Quevedo (Canet de Mar) · Vegeu més fotos d'aquest monument · Carregueu una nova foto d'aquest monument                                   |
| Cal Ferrer de Tall                                             |             | Eclecticisme XVIII                      | Canet de Mar Riera de Buscarons, 35                          | 41° 35′ 23″ N, 2° 34′ 53″ E / 41.5898°N,2.58143°E    | IPA-8477      | Cal Ferrer de Tall (Canet de Mar) · Vegeu més fotos d'aquest monument · Carregueu una nova foto d'aquest monument                            |
| Casa a la riera de Buscarons (enderrocada)                     |             | Obra popular XVIII                      | Canet de Mar Riera de Buscarons, 28, cantonada c. Església   | 41° 35′ 22″ N, 2° 34′ 54″ E / 41.58937°N,2.58153°E   | IPA-8478      | Carregueu una nova foto d'aquest monument |
| Casa al carrer Bonaire, 7                                      | BCIL 2007   | Obra popular XVII                       | Canet de Mar C. Bonaire, 7                                   | 41° 35′ 16″ N, 2° 35′ 02″ E / 41.58788°N,2.584°E     | IPA-8479      | Casa al carrer Bonaire, 7 (Canet de Mar) · Vegeu més fotos d'aquest monument · Carregueu una nova foto d'aquest monument                     |
| Cases al carrer de l'Alba, 7-9                                 | BCIL 2007   | Obra popular XVII                       | Canet de Mar C. de l'Alba, 7-9                               | 41° 35′ 25″ N, 2° 34′ 51″ E / 41.59016°N,2.58089°E   | IPA-8480      | Cases al carrer de l'Alba, 7-9 (Canet de Mar) · Vegeu més fotos d'aquest monument · Carregueu una nova foto d'aquest monument                |
| Església Hospital                                              | BCIL 2007   | Barroc XIX                              | Canet de Mar C. Vall, 69                                     | 41° 35′ 19″ N, 2° 35′ 12″ E / 41.58856°N,2.58654°E   | IPA-8481      | Església Hospital (Canet de Mar) · Vegeu més fotos d'aquest monument · Carregueu una nova foto d'aquest monument                             |
| Can Pauet, o Creu roja                                         | BCIL 2007   | Eclecticisme XIX                        | Canet de Mar C. Vall, 67                                     | 41° 35′ 19″ N, 2° 35′ 11″ E / 41.58851°N,2.58645°E   | IPA-8482      | Can Pauet (Canet de Mar) · Vegeu més fotos d'aquest monument · Carregueu una nova foto d'aquest monument                                     |
| Casa a la riera de Buscarons, 44                               |             | Eclecticisme XIX                        | Canet de Mar Riera de Buscarons, 44                          | 41° 35′ 24″ N, 2° 34′ 53″ E / 41.5901°N,2.58142°E    | IPA-8483      | Casa a la riera de Buscarons, 44 (Canet de Mar) · Vegeu més fotos d'aquest monument · Carregueu una nova foto d'aquest monument              |
| Casa a la riera de Buscarons, 46                               | BCIL 2007   | Obra popular XVIII                      | Canet de Mar Riera de Buscarons, 46                          | 41° 35′ 25″ N, 2° 34′ 53″ E / 41.59018°N,2.58142°E   | IPA-8484      | Casa a la riera de Buscarons, 46 (Canet de Mar) · Vegeu més fotos d'aquest monument · Carregueu una nova foto d'aquest monument              |
| Casa a la riera de Buscarons, 69                               | BCIL 2007   | Eclecticisme XX Inici                   | Canet de Mar Riera de Buscarons, 69                          | 41° 35′ 25″ N, 2° 34′ 52″ E / 41.59023°N,2.58124°E   | IPA-8485      | Casa a la riera de Buscarons, 69 (Canet de Mar) · Vegeu més fotos d'aquest monument · Carregueu una nova foto d'aquest monument              |
| Cal Basté                                                      | BCIL 2007   | Eclecticisme XIX                        | Canet de Mar Riera de Buscarons, 85                          | 41° 35′ 27″ N, 2° 34′ 52″ E / 41.59074°N,2.58118°E   | IPA-8486      | Cal Basté (Canet de Mar) · Vegeu més fotos d'aquest monument · Carregueu una nova foto d'aquest monument                                     |
| Casa Carme Faig Ferrer                                         | BCIL 2007   | Eclecticisme XX Inici                   | Canet de Mar Riera Gavarra, 37                               | 41° 35′ 18″ N, 2° 34′ 47″ E / 41.58841°N,2.57976°E   | IPA-8487      | Casa Carme Faig Ferrer (Canet de Mar) · Vegeu més fotos d'aquest monument · Carregueu una nova foto d'aquest monument                        |
| Casa al carrer de la Font, 7                                   | BCIL 2007   | Obra popular XVIII, XX Inici            | Canet de Mar C. de la Font, 7                                | 41° 35′ 20″ N, 2° 34′ 54″ E / 41.58891°N,2.5818°E    | IPA-8488      | Casa al carrer de la Font, 7 (Canet de Mar) · Vegeu més fotos d'aquest monument · Carregueu una nova foto d'aquest monument                  |
| Casa al carrer Sant Jaume, 15                                  | BCIL 2007   | Obra popular XVI                        | Canet de Mar C. Sant Jaume, 15                               | 41° 35′ 23″ N, 2° 34′ 59″ E / 41.58982°N,2.58297°E   | IPA-8489      | Casa al carrer Sant Jaume, 15 (Canet de Mar) · Vegeu més fotos d'aquest monument · Carregueu una nova foto d'aquest monument                 |
| Casa al carrer Romaní, 12                                      | BCIL 2007   | Obra popular XVIII                      | Canet de Mar C. Romaní, 12                                   | 41° 35′ 20″ N, 2° 35′ 02″ E / 41.58879°N,2.58396°E   | IPA-8490      | Casa al carrer Romaní, 12 (Canet de Mar) · Vegeu més fotos d'aquest monument · Carregueu una nova foto d'aquest monument                     |
| Can Goday, o Can Melich                                        | BCIL 2007   | Historicisme XIX                        | Canet de Mar Rial de Can Goday                               | 41° 35′ 53″ N, 2° 34′ 47″ E / 41.59814°N,2.57959°E   | IPA-8491      | Can Goday (Canet de Mar) · Vegeu més fotos d'aquest monument · Carregueu una nova foto d'aquest monument                                     |
| Can Vendrell                                                   |             | Obra popular XVII-XVIII                 | Canet de Mar C. de Vall, 61 (enderrocat)                     |                                                      | IPA-8492      | Carregueu una nova foto d'aquest monument |
| Casa a la riera de la Torre, 12                                | BCIL 2007   | Obra popular XIX                        | Canet de Mar Riera de la Torre, 12                           | 41° 35′ 16″ N, 2° 35′ 01″ E / 41.58784°N,2.58349°E   | IPA-8493      | Casa a la riera de la Torre, 12 (Canet de Mar) · Vegeu més fotos d'aquest monument · Carregueu una nova foto d'aquest monument               |
| Cases a la riera de la Torre, 16-20                            | BCIL 2007   | Neoclassicisme-romàntic XIX             | Canet de Mar Riera de la Torre, 16-18-20                     | 41° 35′ 16″ N, 2° 35′ 01″ E / 41.58772°N,2.58352°E   | IPA-8494      | Cases a la riera de la Torre, 16-20 (Canet de Mar) · Vegeu més fotos d'aquest monument · Carregueu una nova foto d'aquest monument           |
| Can Medicineta                                                 | BCIL 2007   | Obra popular XVII                       | Canet de Mar Riera dels Lledoners, 13                        | 41° 35′ 20″ N, 2° 35′ 00″ E / 41.58891°N,2.58327°E   | IPA-8495      | Can Medicineta (Canet de Mar) · Vegeu més fotos d'aquest monument · Carregueu una nova foto d'aquest monument                                |
| Casa a la riera dels Lledoners, 33                             | BCIL 2007   | Obra popular XVI                        | Canet de Mar Riera dels Lledoners, 33                        | 41° 35′ 22″ N, 2° 34′ 59″ E / 41.58956°N,2.583159°E  | IPA-8496      | Casa a la riera dels Lledoners, 33 (Canet de Mar) · Vegeu més fotos d'aquest monument · Carregueu una nova foto d'aquest monument            |
| Casa a la riera dels Lledoners, 94                             | BCIL 2007   | Eclecticisme, Modernisme XX Inici       | Canet de Mar Riera dels Lledoners, 94                        | 41° 35′ 24″ N, 2° 35′ 00″ E / 41.59013°N,2.58327°E   | IPA-8497      | Casa a la riera dels Lledoners, 94 (Canet de Mar) · Vegeu més fotos d'aquest monument · Carregueu una nova foto d'aquest monument            |
| Cases a la riera dels Lledoners, 86-88                         | BCIL 2007   | Modernisme XX Inici                     | Canet de Mar Riera dels Lledoners, 86-88                     | 41° 35′ 29″ N, 2° 34′ 59″ E / 41.59152°N,2.58309°E   | IPA-8498      | Cases a la riera dels Lledoners, 86-88 (Canet de Mar) · Vegeu més fotos d'aquest monument · Carregueu una nova foto d'aquest monument        |
| Casa al carrer Saüc, 13                                        | BCIL 2007   | Obra popular XVII                       | Canet de Mar C. Saüc, 13                                     | 41° 35′ 20″ N, 2° 34′ 52″ E / 41.58893°N,2.5811°E    | IPA-8499      | Casa al carrer Saüc, 13 (Canet de Mar) · Vegeu més fotos d'aquest monument · Carregueu una nova foto d'aquest monument                       |
| Habitatge                                                      |             | Obra popular XX                         | Canet de Mar                                                 | 41° 35′ 32″ N, 2° 35′ 01″ E / 41.59212°N,2.58365°E   | IPA-8500      | Carregueu una nova foto d'aquest monument |
| Villa Paquita                                                  | BCIL 2007   | Eclecticisme XX                         | Canet de Mar C. Josep Baró, 18                               | 41° 35′ 32″ N, 2° 35′ 00″ E / 41.59213°N,2.58341°E   | IPA-8501      | Villa Paquita (Canet de Mar) · Vegeu més fotos d'aquest monument · Carregueu una nova foto d'aquest monument                                 |
| Can Manau                                                      | BCIL 2007   | Obra popular XVII                       | Canet de Mar C. Romaní - Oliver                              | 41° 35′ 20″ N, 2° 35′ 05″ E / 41.58888°N,2.58465°E   | IPA-8502      | Can Manau (Canet de Mar) · Vegeu més fotos d'aquest monument · Carregueu una nova foto d'aquest monument                                     |
| Església del Santuari de la Misericòrdia                       | BCIL 2007   | Historicisme XIX                        | Canet de Mar Pg. de la Misericòrdia                          | 41° 35′ 49″ N, 2° 34′ 53″ E / 41.597°N,2.58131°E     | IPA-8503      | Església del Santuari de la Misericòrdia (Canet de Mar) · Vegeu més fotos d'aquest monument · Carregueu una nova foto d'aquest monument      |
| Creu de Santuari, creu de terme                                |             | Historicisme XX                         | Canet de Mar                                                 | 41° 35′ 49″ N, 2° 34′ 55″ E / 41.59688°N,2.58194°E   | IPA-8504      | Creu de Santuari (Canet de Mar) · Vegeu més fotos d'aquest monument · Carregueu una nova foto d'aquest monument                              |
| Mercat Municipal                                               | BCIL 2007   | Noucentisme XX                          | Canet de Mar Riera de Buscarons, 111                         | 41° 35′ 29″ N, 2° 34′ 51″ E / 41.59133°N,2.58083°E   | IPA-8505      | Mercat Municipal (Canet de Mar) · Vegeu més fotos d'aquest monument · Carregueu una nova foto d'aquest monument                              |
| Antic Escorxador Municipal                                     | BCIL 2007   | Modernisme XX Inici                     | Canet de Mar C. Drassanes del Pla, 30-32                     | 41° 35′ 21″ N, 2° 35′ 20″ E / 41.58929°N,2.58894°E   | IPA-8506      | Escorxador Municipal (Canet de Mar) · Vegeu més fotos d'aquest monument · Carregueu una nova foto d'aquest monument                          |
| Entrada de mina                                                | BCIL 2007   | Neoclassicisme-romàntic XVIII           | Canet de Mar                                                 | 41° 35′ 50″ N, 2° 34′ 52″ E / 41.597345°N,2.581009°E | IPA-8507      | Entrada de mina (Canet de Mar) · Vegeu més fotos d'aquest monument · Carregueu una nova foto d'aquest monument                               |
| Ajuntament                                                     | BCIL 2007   | Historicisme XX                         | Canet de Mar C. Ample, 11                                    | 41° 35′ 18″ N, 2° 34′ 56″ E / 41.58842°N,2.58213°E   | IPA-8508      | Ajuntament (Canet de Mar) · Vegeu més fotos d'aquest monument · Carregueu una nova foto d'aquest monument                                    |
| Can Busquets, Can Font                                         | BCIL 2007   | Eclecticisme XIX                        | Canet de Mar C. Santíssima Trinitat, 2                       | 41° 35′ 17″ N, 2° 34′ 57″ E / 41.58794°N,2.5826°E    | IPA-8509      | Can Busquets (Canet de Mar) · Vegeu més fotos d'aquest monument · Carregueu una nova foto d'aquest monument                                  |
| Cal Negra, o Cal Mora                                          | BCIL 2007   | Eclecticisme XIX                        | Canet de Mar Riera de Sant Domènec, 15 - c. Balmes, 1        | 41° 35′ 14″ N, 2° 34′ 56″ E / 41.58732°N,2.58225°E   | IPA-8510      | Cal Negra (Canet de Mar) · Vegeu més fotos d'aquest monument · Carregueu una nova foto d'aquest monument                                     |
| Biblioteca Popular Pere Gual i Pujadas                         | BCIL 2007   | Noucentisme XX Inici                    | Canet de Mar Pg. de la Misericòrdia, 13                      | 41° 35′ 39″ N, 2° 34′ 53″ E / 41.59419°N,2.58145°E   | IPA-8511      | Biblioteca Popular Pere Gual i Pujadas (Canet de Mar) · Vegeu més fotos d'aquest monument · Carregueu una nova foto d'aquest monument        |
| Can Floris                                                     | BCIL 2007   | Noucentisme, modernisme XX              | Canet de Mar C. Ample, 14                                    | 41° 35′ 17″ N, 2° 34′ 56″ E / 41.58816°N,2.58216°E   | IPA-8512      | Can Floris (Canet de Mar) · Vegeu més fotos d'aquest monument · Carregueu una nova foto d'aquest monument                                    |
| Habitatge al carrer Josep Móra, 10                             | BCIL 2007   | Modernisme XX                           | Canet de Mar C. Josep Móra, 10                               | 41° 35′ 31″ N, 2° 34′ 54″ E / 41.59205°N,2.58161°E   | IPA-8513      | Habitatge al carrer Josep Móra, 10 (Canet de Mar) · Vegeu més fotos d'aquest monument · Carregueu una nova foto d'aquest monument            |
| Ca la Corona                                                   | BCIL 2007   | Eclecticisme, Modernisme XX Inici       | Canet de Mar Riera dels Lledoners, 80                        | 41° 35′ 29″ N, 2° 34′ 59″ E / 41.59133°N,2.58305°E   | IPA-8514      | Ca la Corona (Canet de Mar) · Vegeu més fotos d'aquest monument · Carregueu una nova foto d'aquest monument                                  |
| Fàbrica Carbonell, o Fàbrica Carbonell Reverter                |             | Modernisme XIX Final                    | Canet de Mar Riera dels Lledoners, 111                       | 41° 35′ 20″ N, 2° 34′ 59″ E / 41.58882°N,2.58317°E   | IPA-8515      | Fàbrica Carbonell (Canet de Mar) · Vegeu més fotos d'aquest monument · Carregueu una nova foto d'aquest monument                             |
| Can Puxan                                                      | BCIL 2007   | Modernisme XX Inici                     | Canet de Mar C. Ample, 27                                    | 41° 35′ 19″ N, 2° 34′ 57″ E / 41.58848°N,2.58255°E   | IPA-8516      | Can Puxan (Canet de Mar) · Vegeu més fotos d'aquest monument · Carregueu una nova foto d'aquest monument                                     |
| Vil·la Flora i Pla de les Fonts                                | BCIL 2007   | Noucentisme, modernisme XX              | Canet de Mar C. Via Cannetum, 4                              | 41° 35′ 27″ N, 2° 34′ 21″ E / 41.59087°N,2.57254°E   | IPA-8517      | Vil·la Flora (Canet de Mar) · Vegeu més fotos d'aquest monument · Carregueu una nova foto d'aquest monument                                  |
| Casa Alsina Roig, o Guarderia Fàbrica Jover                    | BCIL 2007   | Modernisme XX Inici                     | Canet de Mar C. Abell, 2                                     | 41° 35′ 27″ N, 2° 34′ 53″ E / 41.59087°N,2.58135°E   | IPA-8518      | Casa Alsina Roig (Canet de Mar) · Vegeu més fotos d'aquest monument · Carregueu una nova foto d'aquest monument                              |
| Restaurant del Santuari de la Misericòrdia                     | BCIL 2007   | Modernisme XX                           | Canet de Mar Carles Pascual Puig                             | 41° 35′ 50″ N, 2° 34′ 55″ E / 41.59717°N,2.58202°E   | IPA-8519      | Restaurant del Santuari de la Misericòrdia (Canet de Mar) · Vegeu més fotos d'aquest monument · Carregueu una nova foto d'aquest monument    |
| Escola de Teixits de Punt de Canet, Can Muni, Escola Montesori | BCIL 2007   | Eclecticisme XIX                        | Canet de Mar Pl. de la Indústria, 1                          | 41° 35′ 22″ N, 2° 34′ 50″ E / 41.58951°N,2.58055°E   | IPA-8520      | Escola de Teixits de Punt (Canet de Mar) · Vegeu més fotos d'aquest monument · Carregueu una nova foto d'aquest monument                     |
| Can Serra                                                      | BCIL 2007   | Historicisme XIX                        | Canet de Mar Riera de Sant Domènec, 11                       | 41° 35′ 15″ N, 2° 34′ 56″ E / 41.58745°N,2.58219°E   | IPA-8521      | Can Serra (Canet de Mar) · Vegeu més fotos d'aquest monument · Carregueu una nova foto d'aquest monument                                     |
| Plaça de l'Església, o Plaça Gabriel Macià                     |             | Obra popular XVI                        | Canet de Mar Pl. de l'Església                               | 41° 35′ 22″ N, 2° 34′ 58″ E / 41.58942°N,2.58268°E   | IPA-8522      | Plaça de l'Església (Canet de Mar) · Vegeu més fotos d'aquest monument · Carregueu una nova foto d'aquest monument                           |
| Església parroquial de Sant Pere de Canet de Mar               | BCIL 2007   | Gòtic tardà XVI                         | Canet de Mar Pl. de l'Església, 21                           | 41° 35′ 23″ N, 2° 34′ 57″ E / 41.58979°N,2.58253°E   | IPA-8523      | Església parroquial de Sant Pere de Canet (Canet de Mar) · Vegeu més fotos d'aquest monument · Carregueu una nova foto d'aquest monument     |
| Can Mir                                                        | BCIL 2007   | Gòtic tardà, obra popular XVI           | Canet de Mar C. Ample, 9                                     | 41° 35′ 18″ N, 2° 34′ 55″ E / 41.58839°N,2.58195°E   | IPA-8524      | Can Mir (Canet de Mar) · Vegeu més fotos d'aquest monument · Carregueu una nova foto d'aquest monument                                       |
| El Quarter Vell                                                |             | Barroc, obra popular XVIII              | Canet de Mar C. Balmes, 18 (enderrocat)                      | 41° 35′ 14″ N, 2° 34′ 59″ E / 41.58717°N,2.583°E     | IPA-8525      | Carregueu una nova foto d'aquest monument |
| Can Maluquer                                                   | BCIL 2007   | Eclecticisme XIX                        | Canet de Mar C. Ample, 37                                    | 41° 35′ 19″ N, 2° 35′ 00″ E / 41.58851°N,2.58324°E   | IPA-8526      | Can Maluquer (Canet de Mar) · Vegeu més fotos d'aquest monument · Carregueu una nova foto d'aquest monument                                  |
| Torre de la Timba                                              | BCIL 2007   | Obra popular XVII                       | Canet de Mar Av. de Castellmar, 22                           | 41° 35′ 11″ N, 2° 34′ 38″ E / 41.58636°N,2.57724°E   | IPA-38457     | Torre de la Timba (Canet de Mar) · Vegeu més fotos d'aquest monument · Carregueu una nova foto d'aquest monument                             |
| Casa Domènech i Montaner                                       | BCIL 2007   | Modernisme XX Inici                     | Canet de Mar Riera de Buscarons, 1 - riera Gavarra, 2        | 41° 35′ 18″ N, 2° 34′ 53″ E / 41.588381°N,2.581344°E | IPA-39901     | Casa Domènech i Montaner (Canet de Mar) · Vegeu més fotos d'aquest monument · Carregueu una nova foto d'aquest monument                      |
| Can Rocosa, o Casa pairal de Domènech i Montaner               | BCIL 2007   | Obra popular XVI                        | Canet de Mar Riera Gavarra, 4                                | 41° 35′ 19″ N, 2° 34′ 52″ E / 41.588674°N,2.581026°E | IPA-39902     | Can Rocosa (Canet de Mar) · Vegeu més fotos d'aquest monument · Carregueu una nova foto d'aquest monument                                    |
| Fàbrica Jover, Serra i Cia.                                    | BCIL 2007   | Modernisme Lluís Domènech i Montaner XX | Canet de Mar Riera del Pinar, 12                             | 41° 35′ 32″ N, 2° 34′ 51″ E / 41.592322°N,2.580779°E | IPA-42743     | Fàbrica Jover, Serra i Cia. (Canet de Mar) · Vegeu més fotos d'aquest monument · Carregueu una nova foto d'aquest monument                   |
| Can Font                                                       | BCIL 2007   |                                         | Canet de Mar C. Ample, 20                                    | 41° 35′ 18″ N, 2° 34′ 56″ E / 41.588346°N,2.582327°E | IPA-42755     | Can Font (Canet de Mar) · Vegeu més fotos d'aquest monument · Carregueu una nova foto d'aquest monument                                      |
| Habitatge al carrer Ample, 22                                  | BCIL 2007   |                                         | Canet de Mar C. Ample, 22                                    | 41° 35′ 18″ N, 2° 34′ 57″ E / 41.588369°N,2.582495°E | IPA-42756     | Habitatge al carrer Ample, 22 (Canet de Mar) · Vegeu més fotos d'aquest monument · Carregueu una nova foto d'aquest monument                 |
| Casa Carbonell, habitatge al carrer Ample, 36                  | BCIL 2007   |                                         | Canet de Mar C. Ample, 36                                    | 41° 35′ 18″ N, 2° 34′ 59″ E / 41.588394°N,2.582993°E | IPA-42758     | Casa Carbonell (Canet de Mar) · Vegeu més fotos d'aquest monument · Carregueu una nova foto d'aquest monument                                |
| Habitatge al carrer Ample, 38                                  | BCIL 2007   |                                         | Canet de Mar C. Ample, 38                                    | 41° 35′ 18″ N, 2° 34′ 59″ E / 41.588396°N,2.583063°E | IPA-42759     | Habitatge al carrer Ample, 38 (Canet de Mar) · Vegeu més fotos d'aquest monument · Carregueu una nova foto d'aquest monument                 |
| Ceràmica i Escales del Sant Crist                              | BCIL 2007   |                                         | Canet de Mar Escales del Sant Crist - torrent dels Lledoners | 41° 35′ 22″ N, 2° 35′ 01″ E / 41.589581°N,2.583521°E | IPA-42761     | Ceràmica i Escales del Sant Crist (Canet de Mar) · Vegeu més fotos d'aquest monument · Carregueu una nova foto d'aquest monument             |
| Habitatge al carrer de l'Església, 19                          | BCIL 2007   |                                         | Canet de Mar C. Església, 19                                 | 41° 35′ 22″ N, 2° 34′ 56″ E / 41.589493°N,2.582185°E | IPA-42762     | Habitatge al carrer de l'Església, 19 (Canet de Mar) · Vegeu més fotos d'aquest monument · Carregueu una nova foto d'aquest monument         |
| Habitatge al carrer de l'Església, 26                          | BCIL 2007   |                                         | Canet de Mar C. de l'Església, 26                            | 41° 35′ 22″ N, 2° 34′ 57″ E / 41.589510°N,2.582372°E | IPA-42763     | Habitatge al carrer de l'Església, 26 (Canet de Mar) · Vegeu més fotos d'aquest monument · Carregueu una nova foto d'aquest monument         |
| Col·legi Yglesias                                              | BCIL 2007   | XIX-XX                                  | Canet de Mar C. Eusebi Golart, 13                            | 41° 35′ 24″ N, 2° 34′ 55″ E / 41.589886°N,2.582005°E | IPA-42764     | Col·legi Yglesias (Canet de Mar) · Vegeu més fotos d'aquest monument · Carregueu una nova foto d'aquest monument                             |
| Habitatge al carrer Eusebi Golart, 14                          | BCIL 2007   |                                         | Canet de Mar C. Eusebi Golart, 14                            | 41° 35′ 23″ N, 2° 34′ 55″ E / 41.589828°N,2.581909°E | IPA-42765     | Habitatge al carrer Eusebi Golart, 14 (Canet de Mar) · Vegeu més fotos d'aquest monument · Carregueu una nova foto d'aquest monument         |
| Casa al carrer de la Font, 9                                   |             |                                         | Canet de Mar C. de la Font, 9                                | 41° 35′ 20″ N, 2° 34′ 55″ E / 41.588923°N,2.581848°E | IPA-42766     | Casa al carrer de la Font, 9 (Canet de Mar) · Vegeu més fotos d'aquest monument · Carregueu una nova foto d'aquest monument                  |
| Habitatge al carrer de la Font, 12                             | BCIL 2007   | XVIII                                   | Canet de Mar C. de la Font, 12                               | 41° 35′ 20″ N, 2° 34′ 56″ E / 41.588947°N,2.582190°E | IPA-42767     | Habitatge al carrer de la Font, 12 (Canet de Mar) · Vegeu més fotos d'aquest monument · Carregueu una nova foto d'aquest monument            |
| Habitatge al carrer Gram, 19                                   | BCIL 2007   |                                         | Canet de Mar C. Gram, 19                                     | 41° 35′ 26″ N, 2° 34′ 55″ E / 41.590603°N,2.582041°E | IPA-42768     | Habitatge al carrer Gram, 19 (Canet de Mar) · Vegeu més fotos d'aquest monument · Carregueu una nova foto d'aquest monument                  |
| Can Gofau                                                      | BCIL 2007   | Obra popular XVIII                      | Canet de Mar C. Josep Baró                                   | 41° 35′ 28″ N, 2° 35′ 02″ E / 41.591070°N,2.583945°E | IPA-42769     | Carregueu una nova foto d'aquest monument |
| Habitatge al carrer Josep Móra, 6                              | BCIL 2007   | Modernisme XX                           | Canet de Mar C. Josep Móra, 6                                | 41° 35′ 32″ N, 2° 34′ 53″ E / 41.592122°N,2.581344°E | IPA-42770     | Habitatge al carrer Josep Móra, 6 (Canet de Mar) · Vegeu més fotos d'aquest monument · Carregueu una nova foto d'aquest monument             |
| Ca l'Albertí                                                   | BCIL 2007   |                                         | Canet de Mar C. Lluís Domènec                                |                                                      | IPA-42771     | Carregueu una nova foto d'aquest monument |
| Habitatge al carrer de la Misericòrdia, 3                      | BCIL 2007   |                                         | Canet de Mar C. de la Misericòrdia, 3                        | 41° 35′ 40″ N, 2° 34′ 47″ E / 41.594481°N,2.579859°E | IPA-42772     | Habitatge al carrer de la Misericòrdia, 3 (Canet de Mar) · Vegeu més fotos d'aquest monument · Carregueu una nova foto d'aquest monument     |
| Can Gallina                                                    | BCIL 2007   |                                         | Canet de Mar Rial de l'Aubó                                  | 41° 35′ 53″ N, 2° 34′ 43″ E / 41.597990°N,2.578726°E | IPA-42773     | Can Gallina (Canet de Mar) · Vegeu més fotos d'aquest monument · Carregueu una nova foto d'aquest monument                                   |
| Can Giol                                                       | BCIL 2007   |                                         | Canet de Mar Rial de l'Aubó                                  | 41° 36′ 05″ N, 2° 34′ 43″ E / 41.601333°N,2.578673°E | IPA-42774     | Can Giol (Canet de Mar) · Vegeu més fotos d'aquest monument · Carregueu una nova foto d'aquest monument                                      |
| Habitatge a la riera Buscarons, 71-73                          | BCIL 2007   | XX                                      | Canet de Mar Riera Buscarons, 71-73                          | 41° 35′ 25″ N, 2° 34′ 53″ E / 41.590366°N,2.581255°E | IPA-42777     | Habitatge a la riera Buscarons, 71-73 (Canet de Mar) · Vegeu més fotos d'aquest monument · Carregueu una nova foto d'aquest monument         |
| Habitatge a la riera Buscarons, 95                             | BCIL 2007   | XX                                      | Canet de Mar Riera Buscarons, 95                             | 41° 35′ 28″ N, 2° 34′ 52″ E / 41.591082°N,2.581151°E | IPA-42778     | Habitatge a la riera Buscarons, 95 (Canet de Mar) · Vegeu més fotos d'aquest monument · Carregueu una nova foto d'aquest monument            |
| Casa a la riera de la Torre, 14                                | BCIL 2007   |                                         | Canet de Mar Riera de la Torre, 14                           | 41° 35′ 16″ N, 2° 35′ 01″ E / 41.587892°N,2.583583°E | IPA-42779     | Casa a la riera de la Torre, 14 (Canet de Mar) · Vegeu més fotos d'aquest monument · Carregueu una nova foto d'aquest monument               |
| Edifici industrial a la riera del Pinar, 14                    | BCIL 2007   | XX                                      | Canet de Mar Riera del Pinar, 14                             | 41° 35′ 33″ N, 2° 34′ 50″ E / 41.592580°N,2.580445°E | IPA-42780     | Edifici industrial a la riera del Pinar, 14 (Canet de Mar) · Vegeu més fotos d'aquest monument · Carregueu una nova foto d'aquest monument   |
| Can Corbera, Villa Soledad                                     | BCIL 2007   |                                         | Canet de Mar Riera Gavarra, 69                               | 41° 35′ 20″ N, 2° 34′ 31″ E / 41.58900°N,2.57540°E   | IPA-42781     | Can Corbera (Canet de Mar) · Vegeu més fotos d'aquest monument · Carregueu una nova foto d'aquest monument                                   |
| Habitatge a la riera de Sant Domènec, 3                        | BCIL 2007   |                                         | Canet de Mar Riera de Sant Domènec, 3                        | 41° 35′ 16″ N, 2° 34′ 55″ E / 41.587666°N,2.581913°E | IPA-42782     | Habitatge a la riera de Sant Domènec, 3 (Canet de Mar) · Vegeu més fotos d'aquest monument · Carregueu una nova foto d'aquest monument       |
| Habitatge a la riera de Sant Domènec, 4                        | BCIL 2007   | XX                                      | Canet de Mar Riera de Sant Domènec, 4                        | 41° 35′ 18″ N, 2° 34′ 53″ E / 41.588238°N,2.581261°E | IPA-42783     | Habitatge a la riera de Sant Domènec, 4 (Canet de Mar) · Vegeu més fotos d'aquest monument · Carregueu una nova foto d'aquest monument       |
| Habitatge a la riera de Sant Domènec, 6                        | BCIL 2007   | XX                                      | Canet de Mar Riera de Sant Domènec, 6                        | 41° 35′ 17″ N, 2° 34′ 53″ E / 41.588186°N,2.581298°E | IPA-42784     | Habitatge a la riera de Sant Domènec, 6 (Canet de Mar) · Vegeu més fotos d'aquest monument · Carregueu una nova foto d'aquest monument       |
| Habitatge a la riera de Sant Domènec, 20                       | BCIL 2007   |                                         | Canet de Mar Riera de Sant Domènec, 20                       | 41° 35′ 16″ N, 2° 34′ 54″ E / 41.587874°N,2.581555°E | IPA-42785     | Habitatge a la riera de Sant Domènec, 20 (Canet de Mar) · Vegeu més fotos d'aquest monument · Carregueu una nova foto d'aquest monument      |
| Habitatge a la riera de Sant Domènec, 24                       | BCIL 2007   |                                         | Canet de Mar Riera de Sant Domènec, 24                       | 41° 35′ 16″ N, 2° 34′ 54″ E / 41.587683°N,2.581718°E | IPA-42786     | Habitatge a la riera de Sant Domènec, 24 (Canet de Mar) · Vegeu més fotos d'aquest monument · Carregueu una nova foto d'aquest monument      |
| Casa al carrer Romaní, 13                                      | BCIL 2007   |                                         | Canet de Mar C. Romaní, 13                                   | 41° 35′ 20″ N, 2° 35′ 02″ E / 41.588919°N,2.583898°E | IPA-42787     | Casa al carrer Romaní, 13 (Canet de Mar) · Vegeu més fotos d'aquest monument · Carregueu una nova foto d'aquest monument                     |
| Can Negre                                                      | BCIL 2007   |                                         | Canet de Mar Ronda Doctor Anglès                             |                                                      | IPA-42788     | Carregueu una nova foto d'aquest monument |
| Conjunt de cases al carrer Sant Joan, 7-9-11                   | BCIL 2007   |                                         | Canet de Mar C. Sant Joan, 7-11                              | 41° 35′ 26″ N, 2° 35′ 00″ E / 41.590438°N,2.583402°E | IPA-42789     | Conjunt de cases al carrer Sant Joan, 7-11 (Canet de Mar) · Vegeu més fotos d'aquest monument · Carregueu una nova foto d'aquest monument    |
| Can Pujades                                                    | BCIL 2007   | Obra popular                            | Canet de Mar Riera dels Lledoners, 132                       | 41° 35′ 41″ N, 2° 34′ 56″ E / 41.594760°N,2.582128°E | IPA-42790     | Can Pujades (Canet de Mar) · Vegeu més fotos d'aquest monument · Carregueu una nova foto d'aquest monument                                   |
| Habitatge al torrent dels Lledoners, 11                        | BCIL 2007   |                                         | Canet de Mar Torrent dels Lledoners, 11                      | 41° 35′ 20″ N, 2° 35′ 00″ E / 41.588931°N,2.583352°E | IPA-42791     | Habitatge al torrent dels Lledoners, 11 (Canet de Mar) · Vegeu més fotos d'aquest monument · Carregueu una nova foto d'aquest monument       |
| Habitatge al torrent dels Lledoners, 35-39                     | BCIL 2007   |                                         | Canet de Mar Torrent dels Lledoners, 35-39                   | 41° 35′ 22″ N, 2° 35′ 00″ E / 41.589527°N,2.583234°E | IPA-42793     | Habitatge al torrent dels Lledoners, 35-39 (Canet de Mar) · Vegeu més fotos d'aquest monument · Carregueu una nova foto d'aquest monument    |
| Casa Yglesias                                                  | BCIL 2007   |                                         | Canet de Mar C. Vall, 6                                      | 41° 35′ 18″ N, 2° 35′ 02″ E / 41.588347°N,2.583805°E | IPA-42794     | Casa Yglesias, al carrer Vall, 6 (Canet de Mar) · Vegeu més fotos d'aquest monument · Carregueu una nova foto d'aquest monument              |
| Can Feliu                                                      | BCIL 2007   | Obra popular XVIII                      | Canet de Mar C. Vall, 35                                     | 41° 35′ 17″ N, 2° 35′ 05″ E / 41.588155°N,2.584799°E | IPA-42795     | Can Feliu (Canet de Mar) · Vegeu més fotos d'aquest monument · Carregueu una nova foto d'aquest monument                                     |
| Habitatge cantoner al carrer Xaró Baix, 15                     | BCIL 2007   |                                         | Canet de Mar C. Xaró Baix, 15                                | 41° 35′ 17″ N, 2° 34′ 50″ E / 41.588142°N,2.580500°E | IPA-42797     | Habitatge cantoner al carrer Xaró Baix, 15 (Canet de Mar) · Vegeu més fotos d'aquest monument · Carregueu una nova foto d'aquest monument    |